# 沙德倫
沙德倫（英語：Chadron，/ˈʃædrən/，SHAD-rən）是一個位於美國內布拉斯加州道斯縣的城市。根據2010年美國人口普查，該地共人口5851人，而該地的面積約為10.11平方公里。同時該地也是道斯縣的縣治。

## 地理
沙德倫的座標為42°49′39″N 103°00′11″W / 42.82750°N 103.00306°W，而該地的平均海拔高度為1030米（即3379英尺）。